# Zsuzsa Szabó
Zsuzsa Szabó z domu Nagy (ur. 16 stycznia 1940 w Peczu) – węgierska lekkoatletka specjalizująca się w biegach średniodystansowych, uczestniczka letnich igrzysk olimpijskich w Tokio (1964).

## Sukcesy sportowe
- mistrzyni Węgier w biegu na 400 m (1964 i 1966) oraz na 800 m (1965 i 1966)[1]

| Rok  | Miasto    | Zawody                      | Konkurencja   | Wynik         |
| ---- | --------- | --------------------------- | ------------- | ------------- |
| 1964 | Tokio     | igrzyska olimpijskie        | bieg na 800 m | 4. miejsce    |
| 1966 | Dortmund  | europejskie igrzyska halowe | bieg na 800 m | złoty medal   |
| 1966 | Budapeszt | mistrzostwa Europy          | bieg na 800 m | srebrny medal |

Rekordzistka Węgier w biegu na 400 m (53,7 13 sierpnia 1966, Sofia) i dwukrotna rekordzistka na 800 m (do czasu 2:03,1 (4 września 1966, Budapeszt).

## Rekordy życiowe
- bieg na 800 metrów – 2:03,1 – Budapeszt 04/09/1966
- bieg na 800 metrów (hala) – 2:07,9 – Dortmund 27/03/1966